# براند (بایرن)
براند (به آلمانی: Brand) یک شهر در آلمان است که در Tirschenreuth واقع شده‌است.